# Costrignano
Costrignano (Stergnän, in dialetto frignanese) è una frazione del comune di Palagano, in provincia di Modena.
È un paese costituito da varie borgate e si trova ad un'altezza media di 740 metri (chiesa).
Le borgate di cui è composto sono: Ca' D'Orazio, Casa Boccini, La Campagnola, Castellaccio, Castellaro, Frassineti, Ca' di Giano, Il Poggio, Ca' di Rozzi, La Valle, Ca' di Locco. Al centro in posizione mediana d'altezza e quasi isolata si trova la chiesa dedicata a Santa Margherita.
Il nome potrebbe essere derivato dal nome proprio latino Castricius o Casticius, forse del legionario romano cui furono dati in concessione i terreni; oppure dalla voce medioevale castrucianus che significa porciletto. Malgrado tali possibili origini del nome non ci sono prove certe di un insediamento di origine romana.
Costrignano (Costreniano) è citato per la prima volta in documenti del 1029 e 1071 dove si narra che l'allora casale era prima soggetto ai Capitani di Baiso e successivamente alla Badia di Frassinoro.
Durante la seconda guerra mondiale, il 18 marzo 1944, il paese è stato coinvolto nella strage di Monchio, Susano e Costrignano  dove furono trucidati parecchi cittadini inermi.